# Liste des hôpitaux au Rwanda
Cette liste est une des hôpitaux au Rwanda, situé dans l'étendue nationale,. 

## Kigali City
- University Teaching Hospital of Kigali (CHUK)
- Hopital la Croix du Sud (HCS)
- Kacyiru Police Hospital
- Frontier Diagnostic Center[3]
- Muhima Hospital
- Kibagabaga Hospital [1]
- Rwanda Military Referral and Teaching Hospital (also Rwanda Military Hospital)
- King Faisal Hospital Kigali
- Ndera Neuropsychiatric Teaching Hospital
- Masaka Hospital
- Nyarugenge Hospital
- WIWO Specialized Hospital
- BAHO International hospital.

## Eastern Province
- Rwinkwavu Hospital
- Kirehe Hospital
- Kibungo Hospital
- Nyagatare Hospital
- Gatunda Hospital
- Gahini Hospital
- Rilima Pediatric Orthopedic Hospital
- Nyamata Hospital
- Ngarama District Hospital
- Kiziguro Hospital
- Rwamagana Hospital

## Western Province
- Kirinda Hospital
- Kibuye Hospital
- Shyira Hospital
- Murunda Hospital
- Kabaya Hospital
- Gisenyi Hospital
- Mibilizi Hospital
- Kibogora Hospital
- Muhororo Hospital
- Gihundwe Hospital
- Bushenge Hospital
- Mugonero Hospital

## Northern Province
- Ruhengeri Hospital
- Rutongo Hospital
- Butaro Hospital
- Byumba Hospital
- Ruli Hospital
- Nemba Hospital
- Kinihira Hospital
- Gatonde Hospital

## Southern Province
- Kabgayi Hospital
- Kaduha Hospital
- Kibilizi Hospital
- Gitwe Hospital
- Nyabikenke Hospital
- Nyanza Hospital
- Munini Hospital
- Kigeme Hospital
- Gakoma Hospital
- Kabutare Hospital
- Remera-Rukoma Hospital
- University Teaching Hospital of Butare (CHUB)
- Ruhango Hospital
- HVP Gatagara Orthopedic and Rehabilitation Hospital